# Санасарян, Мкртич Саркисович
Мкртич Саркисович Санасарян (арм. Մկրտիչ Սանասարեան; 10 апреля 1818, Тифлис — 19 мая 1889, Париж) — армянский предприниматель, меценат и благотворитель, основатель образовательных учреждений в Закавказье и Османской империи.

## Биография
Родился в семье дворянинов. Его дед, Геворг Арцруни (1770—1845), переселился из Вана в Тифлис в 1813 году. Двоюродным братом Мкртича был публицист Григор Арцруни.  
Окончил Нерсисянскую школу в Тифлисе, соучредителем которой был его дед.   
В 1835—1845 годах служил в русской армии, участвовал в русско-турецкой и русско-персидской войнах, награждён орденом Святого Георгия.  
С 1849 года работал в петербургской пароходной компании «Кавказ и Меркурий», с 1864 года — член её правления. Организовал пароходное сообщение между Кавказом и Персией через Волгу и Каспийское море. За вклад в развитие компании один из кораблей был назван «Никита Санасаров». Награждён персидским орденом «Шир-о-Хуршид».    
В 1870-х годах занялся поддержкой армянского образования. Учредил стипендии для студентов, финансировал обучение за рубежом. На его средства в Карине (ныне Эрзурум) открыта Санасарянская школа (1881), реконструирована Сандахтская школа в Ване (переименована в честь матери Санасаряна — Мариамян). Основал школы в сёлах Хараконис, Нуха и Варташен.    
Скончался в 1889 году, завещав состояние армянским учебным заведениям. Похоронен в тифлисском кафедральном соборе.  

## Благотворительность
- Основание Санасарянская школа[арм.] в Эрзуруме (1881).
- Реконструкция Мариамянской школы в Ване.
- Финансирование Геворгянской семинарии в Эчмиадзине.